# Ding Xinyi
Ding Xinyi (n. 27 august 2004, Chongqing, Republica Populară Chineză) este o sportivă ce a reprezentat Republica Populară Chineză, medaliată olimpică. A participat la o ediție a Jocurilor Olimpice (2024) în care a câștigat o medalie de aur.

## Participări
Lista de mai jos prezintă principalele competiții la care a participat Ding Xinyi de-a lungul carierei.
- Gimnastică ritmică la Jocurile Olimpice de vară din 2024 - Echipe compus feminin